# Pic de Clavera
El Pic de Clavera és una muntanya de 2.721 metres que es troba entre el municipi d'Alt Àneu a la comarca del Pallars Sobirà i el d'Eras Bòrdas de Les a l'Arieja.
Aquest cim està inclòs al llistat dels 100 cims de la FEEC.